# Situation des personnes intersexes en France
Pour des articles plus généraux, voir Intersexuation et LGBTI en France.

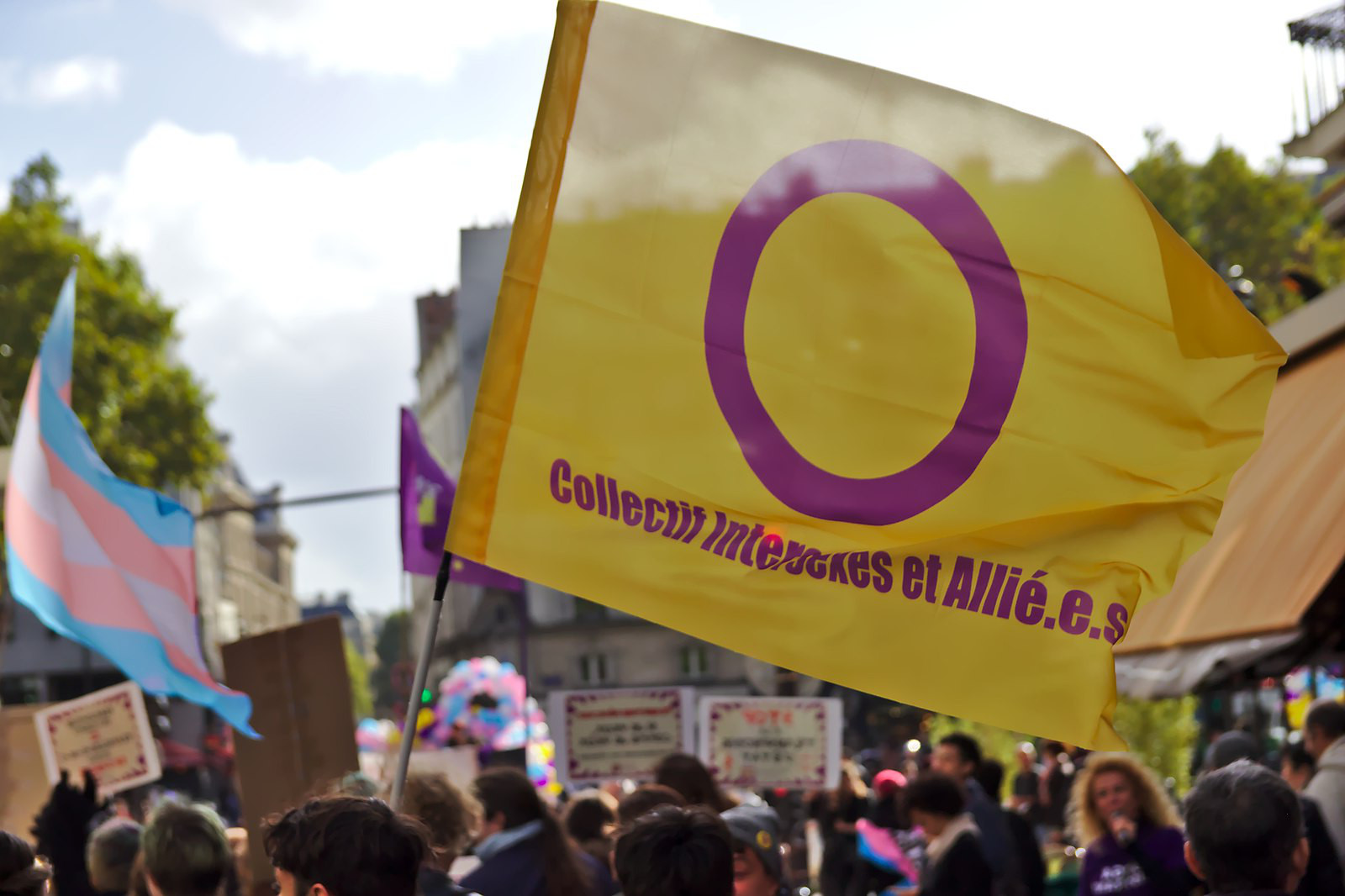
Drapeau intersexe à l'ExisTransInter 2017.

La situation des personnes intersexes en France se caractérise par une emprise forte du corps médical, préconisant aux parents d'opérer leurs enfants dès le constat de leur intersexuation effectué, et par la suite de leur cacher la nature de ces interventions.
Ce statu quo est remis en cause par le mouvement politique intersexe, et plus particulièrement par le Collectif intersexe activiste, anciennement Collectif intersexes et allié.e.s, branche française de l'Organisation internationale des intersexes. L'ExisTransInter est l'un des moments forts du militantisme intersexe.
La visibilité de l'intersexuation s’accroît au cours du xxie siècle, notamment par la diffusion en France d'œuvres étrangères comme le film argentin XXY ou françaises comme la série télévisée Chair tendre.

## Histoire

### De l'Antiquité auXIXesiècle
Dans l'Antiquité, le sexe atypique est qualifié d'« hermaphrodisme », en référence au personnage d'Hermaphrodite, issu de la mythologie grecque ; cette conception fait des personnes intersexes des êtres surnaturels, que l'on croit à tort posséder à la fois les caractéristiques mâles et femelles complètes et fonctionnelles, l'hermaphrodisme, notion qui demeure utilisée à tort dans le langage courant mais combattue par la militance intersexe, impliquant cette double faculté reproductive, qui en réalité n'existe pas chez l'être humain (dont certains intersexes, selon les formes et cas individuels, ont une fertilité normale, et toujours d'un seul sexe, ou, plus rarement mais davantage que les dyadiques, sont infertiles ou stériles) et les autres espèces à l'exception de celles où il s'agit à l'inverse de la seule modalité reproductive (comme chez les escargots). D'après l'historien Clovis Maillet, le Moyen Âge ne condamne la double sexuation que lorsqu'elle est soupçonnée de cacher des sexualités interdites, en particulier d'être factice à cette fin, tout en la concevant globalement non comme diabolique, mais tout au contraire comme une merveille de la nature, un signe divin célébrant la Création,. Cependant, la perception des ambiguïtés sexuelles se relie déjà à la condamnation de conduites jugées déviantes et démoniaques, homosexuelles en particulier, ce qui apparaît comme leur motif de persécution le plus fort à l'époque médiévale.
À partir du XVIe siècle, la pensée occidentale et notamment française sort d'une représentation globalement positive de l’intersexuation, notamment du point de vue de l'emprise religieuse persistante, en même temps que l'impossibilité d'avoir deux systèmes reproducteurs fonctionnels est établie ; les points de vue religieux deviennent alors favorables à l'intervention qui limite l'expression naturelle des corps, y compris de façon sexiste et homophobe : en particulier, la taille du clitoris devient un enjeu médical, car une taille jugée trop grande, malgré la difficulté à poser des limites, est vue comme un risque de lesbianisme ; le chirurgien Ambroise Paré publie ainsi en 1585 une étude sur le sujet. Outre le lien qui est élaboré entre stigmatisation de l'ambiguïté génitale des personnes classées comme femmes et des relations entre femmes, la surveillance de l'intersexuation est une manière de contrôler d'autres comportements de sexe, genre et sexualité jugés déviants, comme le travestissement ou la sodomie.
La création d'une dualité entre les organes génitaux « normaux » et « déviants » est aussi un instrument de la pensée raciste qui sous-tend d'abord la traite esclavagiste puis le colonialisme. Les personnes noires, essentiellement les femmes, dont les caractéristiques de sexe et de genre peuvent heurter les représentations occidentales, sont dépeintes comme monstrueuses ; Saartjie Baartman est enlevée d'Afrique du Sud pour que son corps soit exhibé, en mettant l'accent sur les dimensions de ses fesses, de son clitoris et de ses lèvres génitales ; à sa mort, son corps est étudié par des médecins anglais et français, sa vulve disséquée, et son squelette exposé au musée de l'Homme jusque dans le années 1970, avant d'être mis en réserve puis de retourner en Afrique du Sud en 2002.
Au XIXe siècle et au début du XXe siècle, les femmes à barbes (dont certaines étaient en fait malades en raison du syndrome des ovaires polykystiques, ce qui cause la stérilité et ne relève qu'en partie de l'intersexuation, malgré le lien évident entre ces thématiques) deviennent un phénomène de cirque. Elles sont présentées et moquées en guise de divertissement. Marie Madeleine Lefort est ainsi exhibée dès 1814, de même que Clémence Lestienne, qui passe de la vente de pain d'épice à l'exhibition dans les foires du Nord-Pas-de-Calais. Clémentine Delait refuse ce destin et décide au contraire de gérer elle-même son image et d'en faire une source de revenus par la publication de cartes postales.

Cartes postales de Clémentine Delait conservées à la bibliothèque multimédia intercommunale d'Épinal
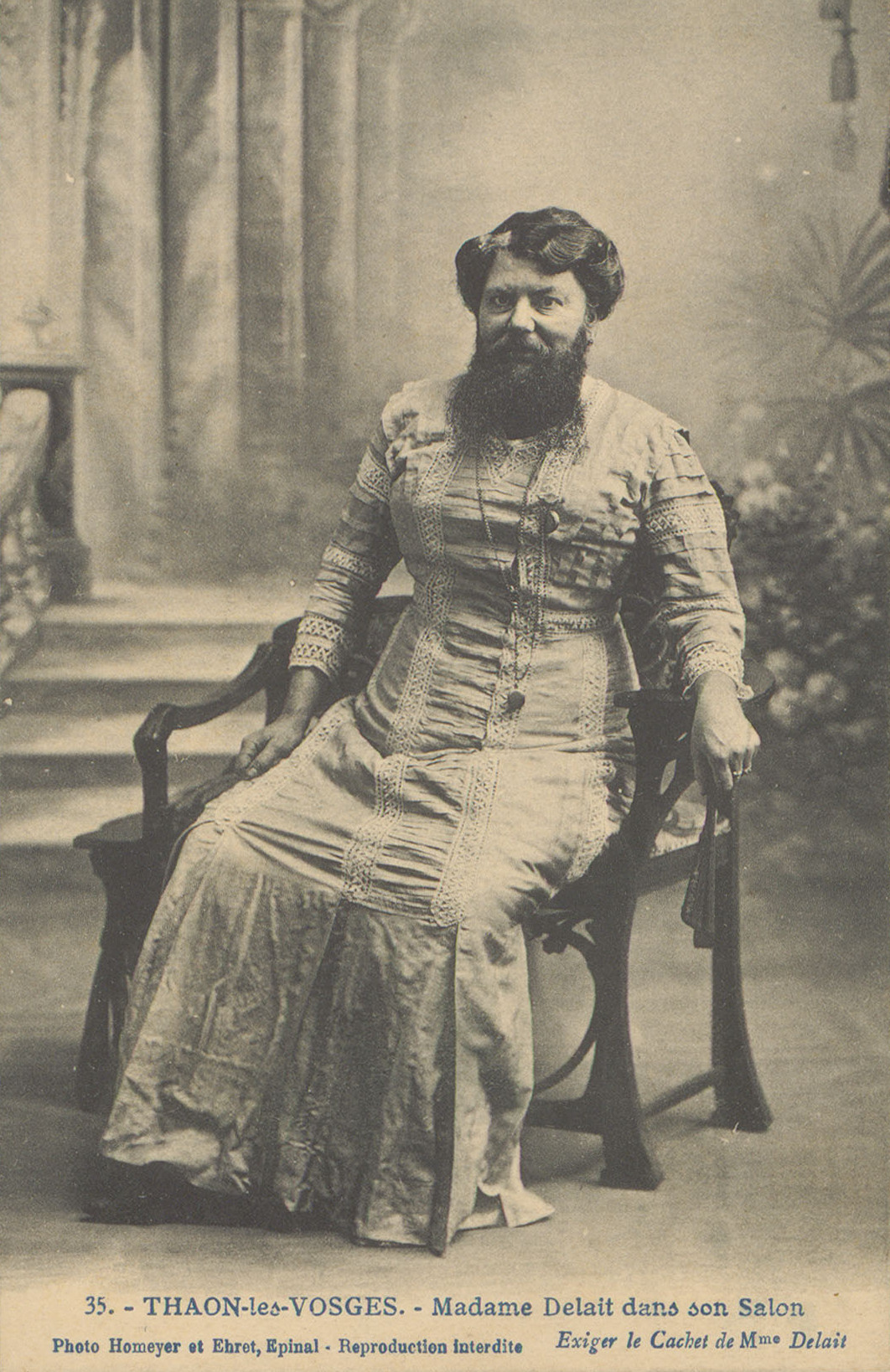
Madame Delait dans son salon.
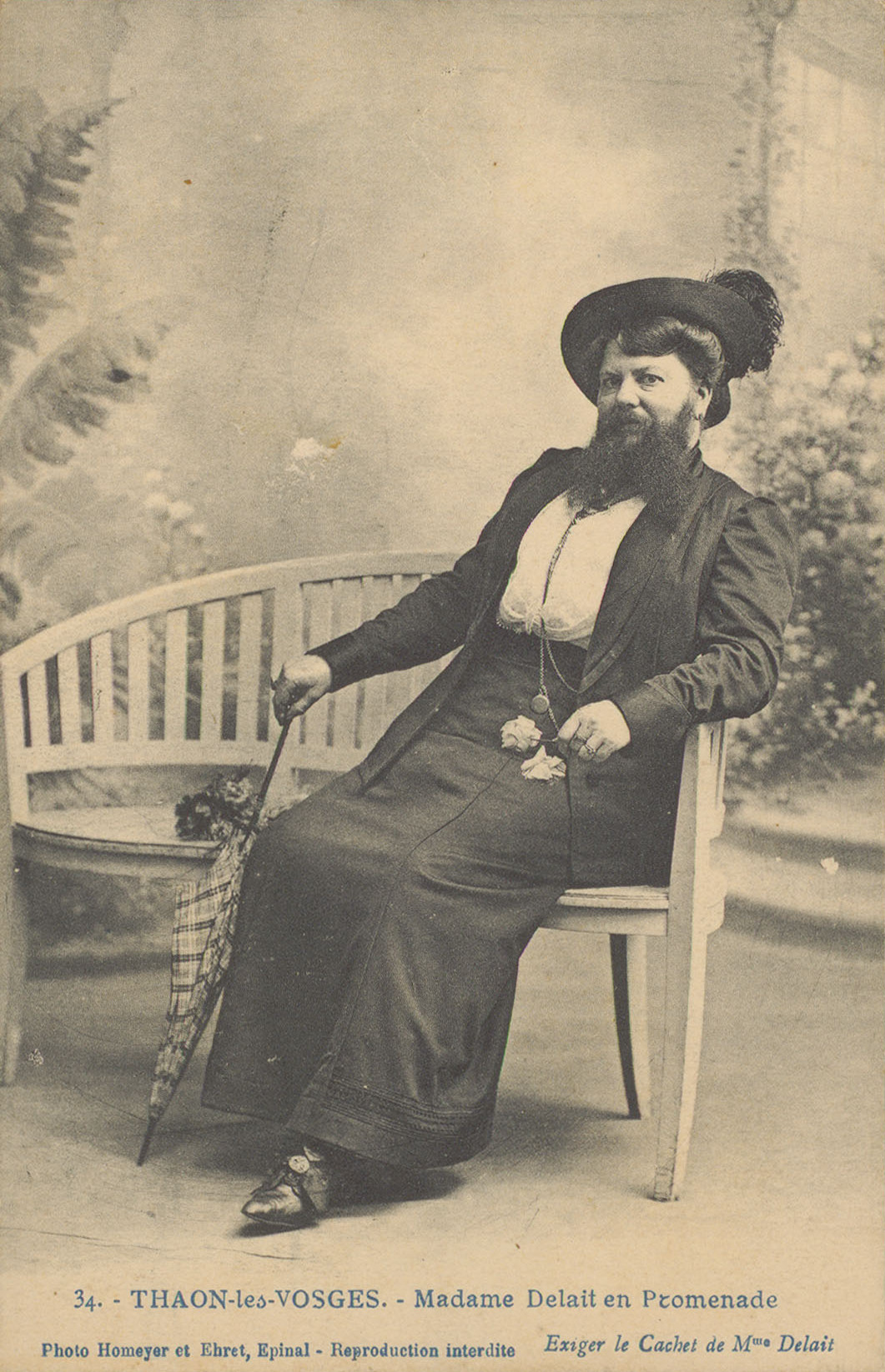
Madame Delait en promenade.
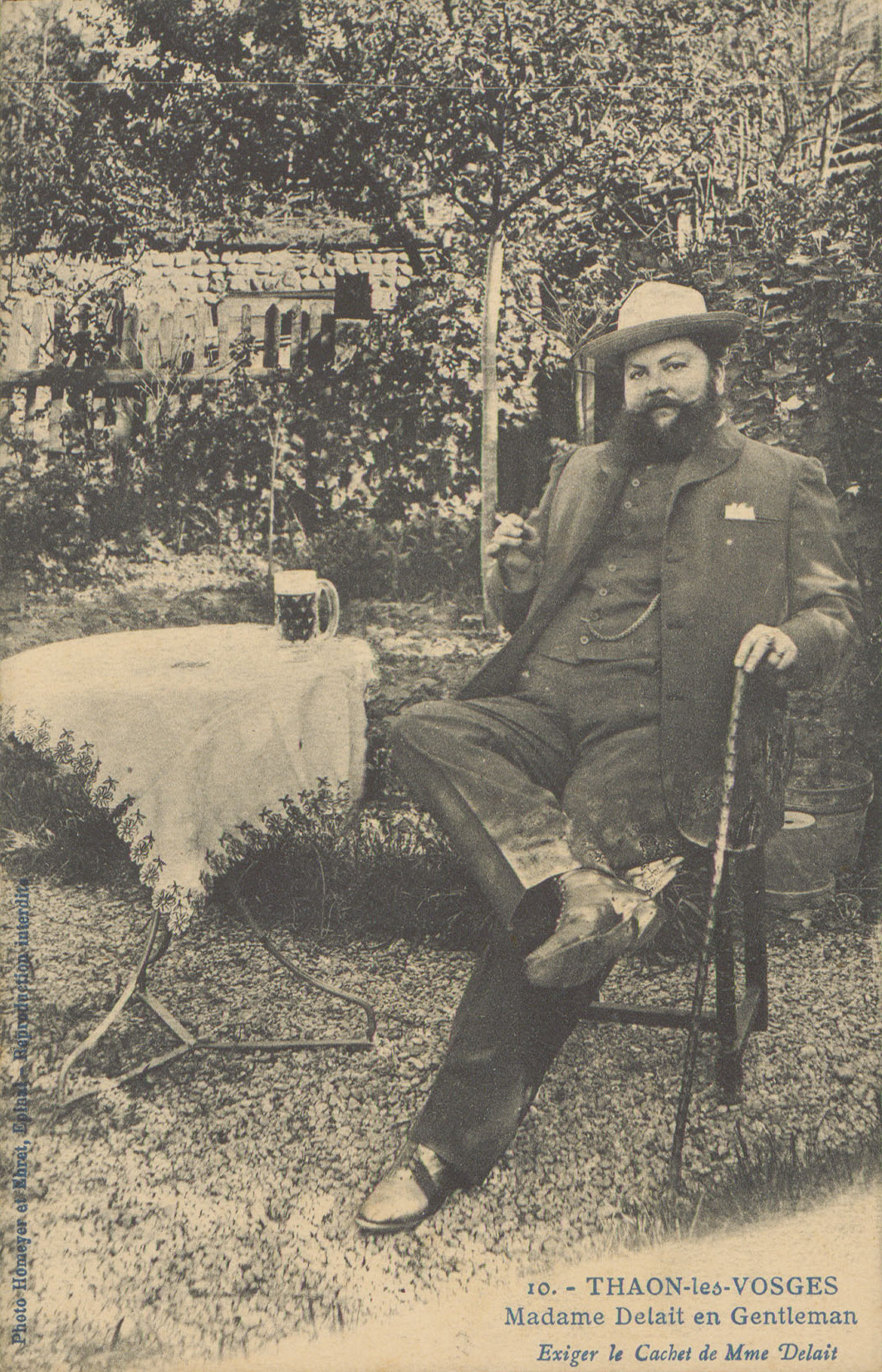
Madame Delait en gentleman.

En parallèle, la compréhension de ce qu'est le sexe évolue ; le médecin français Isidore Geoffroy Saint-Hilaire pose en 1936, à tort selon l'avis actuellement consensuel, qu'il doit être pensé uniquement en fonction des organes génitaux.

### XXeetXXIesiècles: une standardisation des parcours médicaux
Le terme « intersexualité » est forgé en 1917 par le biologiste allemand Richard Goldschmidt et repris par les publications médicales françaises, telles que celles du chirurgien Louis Ombrédanne. À cette époque, le terme inclut l'intersexuation, mais aussi d'autres variations telles que l'homosexualité ou les transidentités et plus particulièrement celles désignées comme « transsexualisme ». À cette époque, l'enjeu central est le mariage et l'accomplissement d'un devoir conjugal, c'est-à-dire la capacité à procréer ou au moins de réaliser une pénétration vaginale. Des interventions chirurgicales sont réalisées, après la puberté, dans ce but.

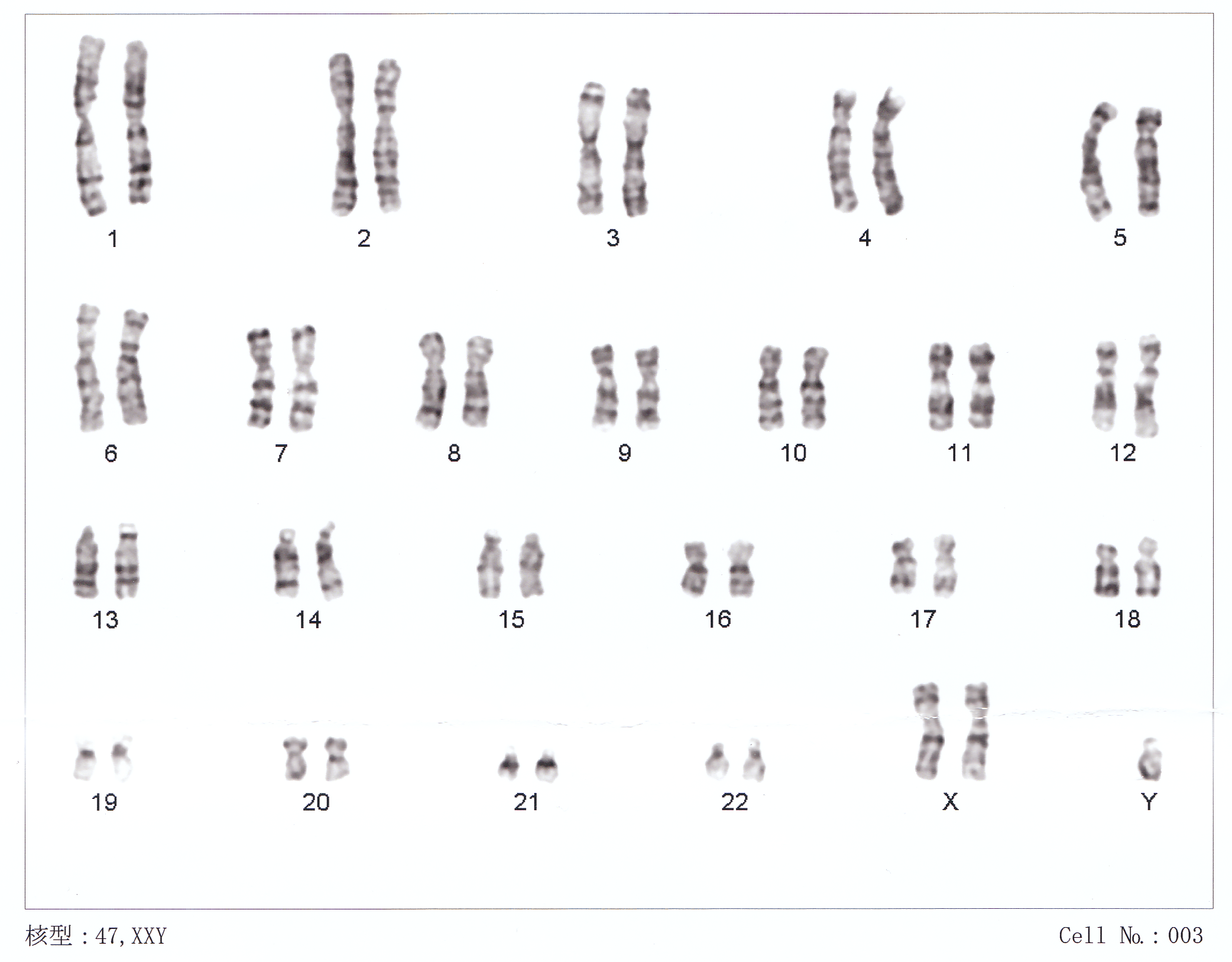
Caryotype montrant un syndrome de Klinefelter caractérisé par des chromosomes sexuels XXY. Les processus de prise en charge des personnes intersexes s'accompagnent de tests génétiques réalisés très tôt dans la vie afin de déterminer le « sexe véritable » de l'enfant. Le résultat de ces caryotypes est souvent caché aux enfants et à leurs parents.

Dans les années 1960 et 1970 apparaît en France, comme dans le reste de l'Occident, une prise en charge dans l'urgence, c'est-à-dire le plus tôt possible après la naissance, de l'intersexuation. Ce changement de rythme est la conséquence de la théorisation des rôles de genre, c'est-à-dire à l'époque l'idée que la manière dont les enfants sont élevés entre l'âge de 0 et 2 ans, via leur habillement, coiffure, jeux, conditionne parfaitement leur identité de genre une fois adulte. Ainsi, il devient nécessaire d'imposer à chaque enfant un rôle donné, auquel il se soumettra parfaitement, plutôt que de le laisser dans un entre-deux impossible. Cette urgence est d'autant plus forte que les procédures de changement de sexe à l'état civil sont devenues très difficiles. En parallèle, le développement de la biologie moléculaire permet la réalisation de tests génétiques, censés garantir le choix du bon sexe ; plus généralement, le modèle du sexe se modifie, pensé comme un équilibre à déterminer, toujours par les médecins, entre génitalité, gonades, hormones et chromosomes. Ce changement est aussi rendu possible par le transfert des naissances du domicile vers la maternité et l'hôpital, dans la première moité du XXe siècle, qui a ainsi donné aux médecins l'autorité de déterminer le sexe des enfants, mais aussi la latitude pour corriger, à l'aide d'opérations chirurgicales, les corps considérés comme déviants.
La chirurgie génitale vise toujours à la clitoridectomie totale ou partielle des clitoris jugés trop développés et/ou à la réalisation de la pénétration vaginale sans forcément prendre en compte, outre l'autodétermination, l'orientation sexuelle et l'identité de genre libres et éclairés, la capacité réelle à l'orgasme et/ou à la procréation, avec amputation, récession ou réduction du clitoris d'une part et création ou agrandissement d'un vagin accompagné de dilatations vaginales. Ces interventions, qui sont souvent plus négatives que positives pour la santé et l'intégration physiques et mentales, le plaisir sexuel, la fécondité, sont ensuite gardées secrètes, au besoin en conseillant aux parents de déménager et en faisant effacer certains éléments du dossier médical.
Ce protocole, bien que toujours légal et non sous le coup des lois condamnant l'excision et toutes les mutilations génitales féminines notamment, est remis en cause grâce à la militance intersexe et aboutit à un nouveau consensus scientifique au début du 21e siècle, qui préconise la fin du secret et la limitation des interventions chirurgicales à la « préservation de la fonctionnalité », c'est-à-dire toujours la pénétration vaginale pour justifier la vaginoplastie ou une intervention en cas d'hypospade. La France se dote alors de centres spécialisés : le centre de référence médico-chirurgical du développement génital, du fœtus à l'adulte (DEVGEN), le centre de référence des maladies endocriniennes de la croissance et du développement (CRMERCD) et le centre de référence des pathologies gynécologiques rares (PRG), sans qu'une baisse des réductions ou des récessions de clitoris ne soient constatées ; ces opérations sont d'ailleurs toujours réalisées dans les premiers mois de la vie. De nombreux parents témoignent d'être pressés par les équipes médicales de faire les opérations rapidement, alors qu'ils n'ont pas encore eu le temps d'en comprendre les enjeux. Les mouvements intersexes, épaulés par des médecins, veulent limiter ces interventions chirurgicales aux cas de souffrances physiques et de mise en jeu du pronostic vital. Des médecins continuent à recommander aux parents de taire l'intersexuation et la nature des interventions à leurs enfants, mais les communautés intersexes recommandent au contraire le maximum de transparence sur ce sujet,.

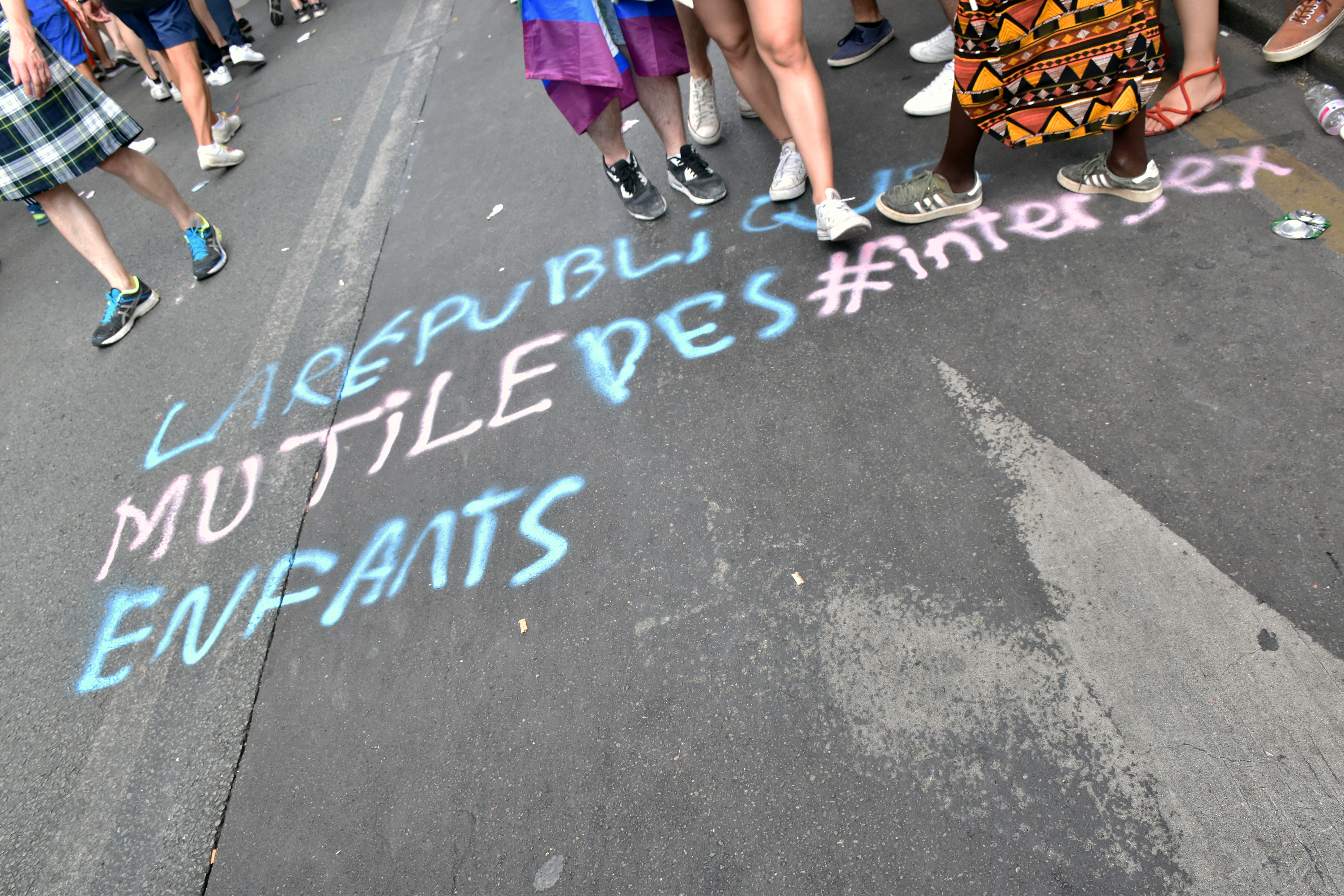
Grafiti lors de la marche des fiertés 2018 de Paris

Une pratique commune consiste aussi à réaliser des photographies des enfants avant et après opération, afin de servir d'illustration dans des livres médicaux, anonymisés simplement avec un trait noir cachant les yeux ; les personnes intersexes tombant sur ces photographies par la suite, lors de recherches personnelles, les décrivent comme traumatiques,.
Plusieurs plaintes pénales ont lieu au milieu des années 2010 à propos des opérations chirurgicales que la médecine française impose aux mineurs intersexes : une de Mö, en 2015, contre l'État pour violences volontaires, et une autre de Mathieu Le Mentec, en 2016 contre X pour violences volontaires ayant entraîné une mutilation ou une incapacité permanente sur mineurs de 15 ans. La plainte de Mö est jugée irrecevable en raison de délais de prescriptions dépassées ; lorsque Mö se tourne vers la Cour européenne des droits de l'homme, celle-ci aussi refuse sa plainte, estimant que des recours juridiques en France étaient encore disponibles.
Le Conseil national de l'Ordre des médecins dévoile dans une étude de 2022 que 15 % des patients qui demandent l'accès à leur dossier médical, enjeu particulièrement important pour les personnes intersexes, se voient opposer un refus, en violation directe de la loi Kouchner. Les militants intersexes interprètent ces résistances médicales comme un refus d'entrer en véritable alliance thérapeutique au profit d'une relation de pouvoir du médecin envers le patient. De plus, le délai de conservation, de 20 ans dans les hôpitaux et cliniques, prolongé à 28 ans pour la pédiatrie et à compter de la dernière visite du patient, peuvent parfois être dépassés au moment de la demande de consultation, voire ne pas avoir été respectés par méconnaissance des textes réglementaires par les archives hospitalières.

## Démographie et auto-identification

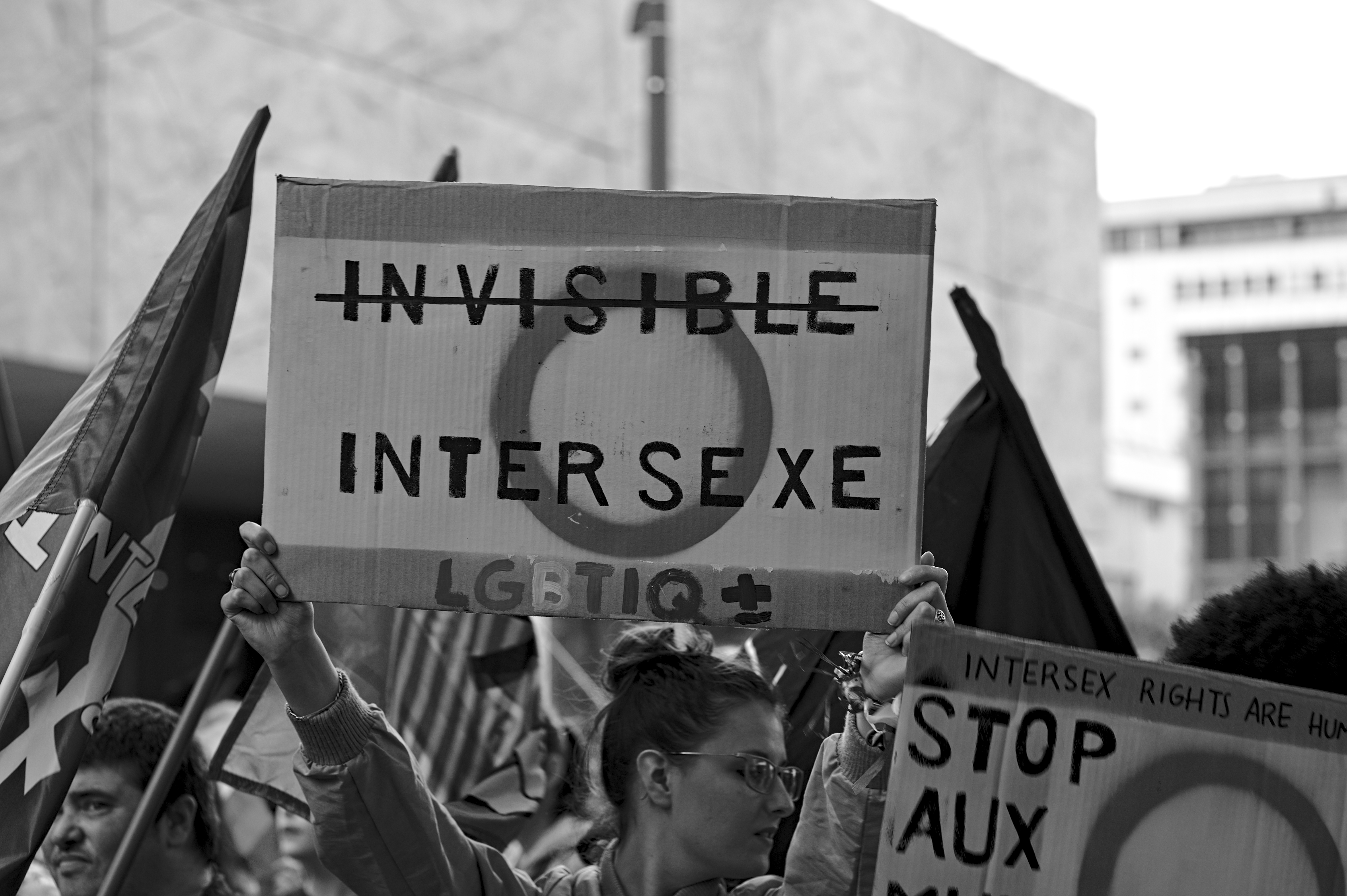
Marche des fiertés de Rennes 2018.

Le nombre de personnes intersexes en France est difficile à évaluer. D'une part, la culture du secret concernant les interventions médicales rend difficiles l'auto-identification et, lorsque celle-ci existe, elle est souvent vécue en isolement, déconnectée d'une communauté plus large. En effet, c'est le contacte avec le milieu militant intersexe qui est généralement le déclencheur d'une prise de conscience de sa propre intersexuation. Par ailleurs, la catégorie intersexe est politique : certains préfèrent s'identifier uniquement à leur diagnostic, tandis que certaines caractéristiques telles que le syndrome des ovaires polykystiques ne se superposent que partiellement avec l'intersexuation ; enfin, d'autres luttent longtemps avec leur sentiment de honte avant de pouvoir arriver à une fierté communautaire.
À la suite de la loi de bioéthique du 2 août 2021, un rapport du ministère du Travail, de la Santé et des Solidarités, rédigé à partir des données de 2015 à 2020, aurait dû être remis au Parlement au printemps 2024.

## Le mouvement politique intersexe
L'émergence d'une voix intersexe est lente : au XXe siècle, elle se limite aux mémoires d'Abel Barbin, publiées plus d'un siècle après son suicide, par Michel Foucault, en 1978,. Il faut attendre le XXIe siècle et l'avènement d'Internet pour voir arriver un véritable mouvement intersexe, français, francophone et international ; si des associations de patients existaient déjà, celles-ci se limitaient à de l'entraide, sans revendication politique. La branche francophone de l'organisation internationale intersexe (OII) est créée en 2002, regroupant des personnalités de Belgique, du Québec et de France, qui sont toutes en lien avec le mouvement LGBT. Les membres fondateurs français comprennent Camille Lamare et Sarita Vincent Guillot ; Arthur Cocteau les rejoint par la suite.
En 2015, Loé Petit cofonde le Collectif intersexes et allié.e.s, renommé en 2022 Collectif intersexe activiste (CIA), branche française de l'OII.
Le mouvement intersexe français est fortement lié au mouvement trans, en particulier car d'assez nombreuses personnes trans françaises le sont en tant qu'intersexes ayant reçu une assignation médicale à un sexe différente de leur identité de genre. Cela se manifeste dans les organisations politiques : le Centre d'aide, de recherche et d'information sur la transidentité et l'identité de genre (CARITIG) est le référent français de l'OII jusqu'à la fondation du CIA, et la manifestation trans annuelle, l'ExisTrans, intègre des organisations intersexes dès le début du XXIe siècle puis est renommée ExisTransInter en 2019.

## Visibilité médiatique

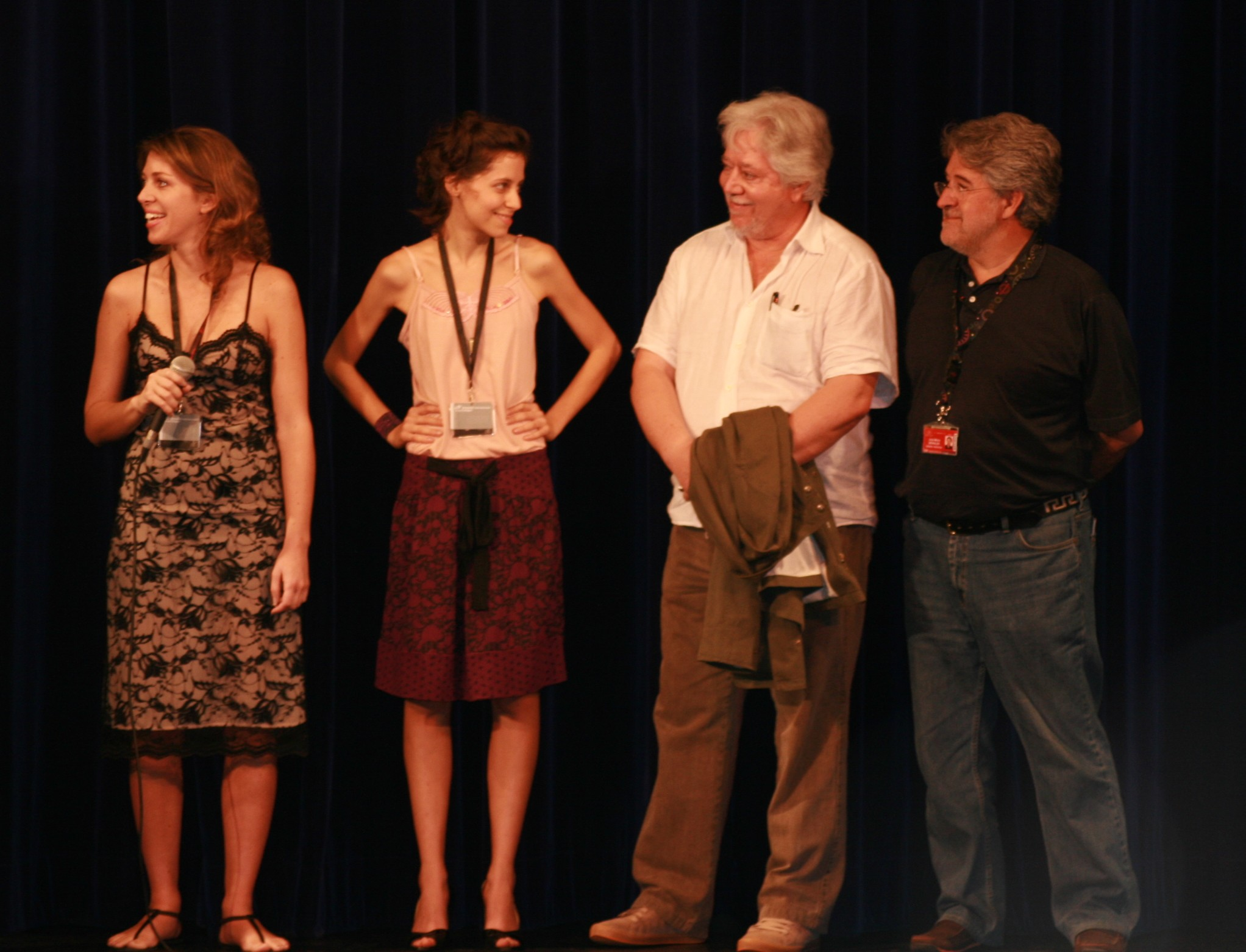
Équipe du film XXY lors du festival de Cannes 2007. La sortie de ce documentaire argentin a permis la médiatisation de la parole intersexe en France.

La structuration du mouvement intersexe s'accompagne d'une augmentation de la visibilité de l'intersexuation dans les médias français : tout d'abord, avec la sortie en 2007 du film argentin XXY, puis par l'importance prise par les tests de féminité dans les compétitions sportives nationales et internationales,.
À partir de 2022, France 2 diffuse Chair tendre, une série télévisée dont l'héroïne est intersexe.

### Ouvrages
1. 1 2 3 4 5 6 7 8 9 10  Michal Raz et Loé Petit, « L'intersexuation dans l'histoire occidentale (le prisme de l'« hermaphrodisme ») », dans Intersexes: du pouvoir médical à l'autodétermination, p. 35-52
2. ↑  Les Genres fluides, Paris, Arkhé, 2020, 180 p. (ISBN 9782918682769)
3. 1 2  Michal Raz et Loé Petit, « Les femmes à barbe », dans Intersexes: du pouvoir médical à l'autodétermination, p. 43
4. 1 2 3 4 5 6 7 8 9 10 11  Michal Raz et Loé Petit, « Vers la normalisation précoce du sexe », dans Intersexes: du pouvoir médical à l'autodétermination, p. 53-72
5. 1 2  Michal Raz et Loé Petit, « Les conséquences du paradigme Hopkins sur les personnes intersexes », dans Intersexes: du pouvoir médical à l'autodétermination, p. 77-100
6. 1 2 3 4 5 6 7 8 9 10 11 12  Vincent Guillot et Janick Bastien-Charlebois, « Géographie du mouvement intersexe », dans Géographie des homophobies, Armand Colin, 2013 (ISBN 978-2-200-28551-7 et 2-200-28551-5, OCLC 859139358)
7. ↑  Michal Raz et Loé Petit, « L'émergence du mouvement intersexe », dans Intersexes: du pouvoir médical à l'autodétermination, p. 105-124
8. ↑  Michal Raz et Loé Petit, « Glossaire », dans Intersexes: du pouvoir médical à l'autodétermination, p. 167-171

### Universitaires
1. ↑  A. Michel, C. Wagner et C. Jeandel, « L’annonce de l’intersexualité : enjeux psychiques », Neuropsychiatrie de l'Enfance et de l'Adolescence, vol. 56, no 6,‎ septembre 2008, p. 365–369 (DOI 10.1016/j.neurenf.2008.05.009, lire en ligne, consulté le 18 décembre 2021)
2. ↑  Vincent Guillot, « Intersexes : Ne pas avoir le droit de dire ce que l'on ne nous a pas dit que nous étions », Nouvelles questions féministes, vol. 27, no 1 « À qui appartiennent nos corps ? Féministes et luttes intersexes »,‎ 2008, p. 37-48
3. ↑  Arthur Cocteau, « Lettres à Herculine Barbin », Nouvelles Questions féministes, « À qui appartiennent nos corps ? Féministes et luttes intersexes », vol. 27, no 1, p. 16-22
4. ↑  Lucie Gosselin, « Internet et l'émergence du mouvement intersexe : Une expérience singulière, celle de l'organisation », Minorités sexuelles, Internet et santé, 2000, p. 199.
5. ↑  Vincent Guillot, « Émergence et activités de l'organisation internationale des intersexué·e·s », Nouvelles Questions féministes, vol. 27,‎ 2008, p. 144-150 (lire en ligne).
6. ↑  Bohuon Anaïs, 2012, Le Test de féminité dans les compétitions sportives : une histoire classée X ?, Donnemarie-Dontilly, Éditions iXe

### Autres
1. ↑  « Le village sous les yeux d'un voyageur traversant le bois d'Hubert il y a quatre siècles », Nord Éclair, Lille, La Voix du Nord, Groupe La Voix « Environs de Béthune »,‎ 22 février 2010 (ISSN 0999-2189 et 1277-1422, lire en ligne)
2. 1 2 3 4 5 6 7 8 9  Lilas Pepy, « Intersexes, des mutilations tenues au secret », La Déferlante, no 14,‎ mai 2024, p. 42-53 (ISBN 978-2-487162-06-8, ISSN 2780-3392)
3. ↑  Marius Chapuis, « « Chair tendre », à fleur de peau d’une ado intersexe », sur Libération (consulté le 5 juillet 2024)